# Chlamydiales
Las bacterias del orden Chlamydiales, único orden de la clase Chlamydiia, incluye solamente bacterias obligatoriamente intracelulares que tienen un desarrollo tipo Chlamydia y un ciclo de replicación en al menos 80 % de 165 secuencias de genes rRNA o 23S rRNA identicamente con otros miembros de las Chlamydiales. 
Las Chlamydiales viven en animales, insectos, protozos.
El orden Chlamydiales incluye las familias Chlamydiaceae, Simkaniaceae, y Waddliaceae, que infectan a cuerpos extracelulares Gram-negativos (EBs), y a Parachlamydiaceae, que tiene Gram variable de razas de EBs. La familia Rhabdochlamydiaceae está propuesta.
- Datos: Q5102716
- Multimedia: Chlamydiales / Q5102716
- Especies: Chlamydiales